# Biegi narciarskie na Zimowych Igrzyskach Azjatyckich 2011
Biegi narciarskie na Zimowych Igrzyskach Azjatyckich 2011 – zawody w biegach narciarskich przeprowadzone w ramach Zimowych Igrzyskach Azjatyckich 2011 pomiędzy 31 stycznia a 6 lutego na trasach w Ałmaty. Przeprowadzono dwanaście konkurencji biegowych – sześć mężczyzn i sześć kobiet.
Medalistami i medalistkami konkurencji biegowych w ramach igrzysk azjatyckich w Ałmaty zostali przedstawiciele czterech państw – Kazachstanu, Japonii, Korei Południowej i Chińskiej Republiki Ludowej. Ponadto, w zawodach wystartowali zawodnicy z Iranu, Indii i Afganistanu.
Wśród mężczyzn najbardziej utytułowanym biegaczem igrzysk został reprezentant gospodarzy – Aleksiej Połtoranin, który zdobył cztery złote i jeden brązowy medal. Na drugim miejscu w klasyfikacji multimedalistów uplasował się Nikołaj Czebot´ko (2 złote, 2 srebrne, 1 brązowy), a na trzecim miejscu – Keishin Yoshida (2 złote, 1 srebrny, 1 brązowy). Wśród kobiet najlepsze okazały się: Masako Ishida i Jelena Kołomina, które zdobyły po dwa złote i dwa srebrne medale. Dwa złote medale i jeden brązowy zdobyła natomiast Oksana Jacka.

## Wyniki zawodów

### Mężczyźni

#### Sprint indywidualny (31.01.2011)
| Miejsce | Państwo          | Zawodnik            | Czas |
| ------- | ---------------- | ------------------- | ---- |
| 1.      | Kazachstan       | Aleksiej Połtoranin |      |
| 2.      | Kazachstan       | Nikołaj Czebot´ko   |      |
| 3.      | Japonia          | Yūichi Onda         |      |
| 4.      | Japonia          | Kouhei Shimizu      |      |
| 5.      | Korea Południowa | Im Yeui-gyu         |      |
| 6.      | Iran             | Beejan Kangarloo    |      |
| 7.      | Korea Południowa | Lee Jun-gil         |      |
| 8.      | Iran             | Yasin Shemshaki     |      |

#### Sprint drużynowy (01.02.2011)
| Miejsce | Państwo          | Czas    |
| ------- | ---------------- | ------- |
| 1.      | Kazachstan       | 22:46,2 |
| 2.      | Japonia          | 22:59,2 |
| 3.      | Korea Południowa | 24:34,9 |
| 4.      | Iran             | 25:30,2 |

#### Bieg na 15 km (02.02.2011)
| Miejsce | Państwo          | Zawodnik             | Czas      |
| ------- | ---------------- | -------------------- | --------- |
| 1.      | Japonia          | Keishin Yoshida      | 49:31,0   |
| 2.      | Japonia          | Nobu Naruse          | 49:58,5   |
| 3.      | Kazachstan       | Nikołaj Czebot´ko    | 51:30,1   |
| 4.      | Kazachstan       | Siergiej Czeriepanow | 52:31,8   |
| 5.      | Indie            | Tashi Lundup         | 1:00:48,3 |
| 6.      | Indie            | Nadeem Iqbal         | 1:05:32,1 |
| 7.      | Afganistan       | Omar Rona            | 1:27:32,9 |
| –       | Korea Południowa | Jung Eui-myung       | DQ        |
| –       | Korea Południowa | Lee Jun-gil          | DNF       |

#### Bieg na 10 km (03.02.2011)
| Miejsce | Państwo          | Zawodnik            | Czas    |
| ------- | ---------------- | ------------------- | ------- |
| 1.      | Japonia          | Keishin Yoshida     | 29:39,2 |
| 2.      | Kazachstan       | Nikołaj Czebot´ko   | 30:22,7 |
| 3.      | Kazachstan       | Aleksiej Połtoranin | 30:29,0 |
| 4.      | Japonia          | Kouhei Shimizu      | 31:29,5 |
| 5.      | Korea Południowa | Ha Tae-bok          | 33:26,2 |
| 6.      | Korea Południowa | Im Yeui-gyu         | 35:29,9 |

#### Sztafeta 4x10 km (05.02.2011)
| Miejsce | Państwo          | Zawodnicy                                                                      | Czas      |
| ------- | ---------------- | ------------------------------------------------------------------------------ | --------- |
| 1.      | Kazachstan       | Siergiej Czeriepanow Aleksiej Połtoranin Nikołaj Czebot´ko Jewgienij Wieliczko | 1:54:40,9 |
| 2.      | Japonia          | Kouhei Shimizu Keishin Yoshida Masaya Kimura Nobu Naruse                       | 1:57:45,6 |
| 3.      | Korea Południowa | Im Yeui-gyu Ha Tae-bok Lee Jun-gil Park Byung-joo                              | 2:08:07,4 |
| 4.      | Indie            | Tashi Lundup Nadeem Iqbal Hemant Kumar Bilat Ahmed                             | 2:34:53,2 |

#### Bieg na 30 km (06.02.2011)
| Miejsce | Państwo    | Zawodnik             | Czas      |
| ------- | ---------- | -------------------- | --------- |
| 1.      | Kazachstan | Aleksiej Połtoranin  | 1:24:49,0 |
| 2.      | Kazachstan | Siergiej Czeriepanow | 1:24:49,5 |
| 3.      | Japonia    | Keishin Yoshida      | 1:25:14,0 |
| –       | Japonia    | Kouhei Shimizu       | DNS       |

### Kobiety

#### Sprint indywidualny (31.01.2011)
| Miejsce | Państwo          | Zawodnik        | Czas |
| ------- | ---------------- | --------------- | ---- |
| 1.      | Japonia          | Madoka Natsumi  |      |
| 2.      | Kazachstan       | Jelena Kołomina |      |
| 3.      | Kazachstan       | Oksana Jacka    |      |
| 4.      | Chiny            | Man Dandan      |      |
| 5.      | Japonia          | Naoko Omori     |      |
| 6.      | Chiny            | Song Bo         |      |
| 7.      | Korea Południowa | Lee Chae-won    |      |
| 8.      | Korea Południowa | Han Da-som      |      |

#### Sprint drużynowy (01.02.2011)
| Miejsce | Państwo          | Czas    |
| ------- | ---------------- | ------- |
| 1.      | Kazachstan       | 20:39,9 |
| 2.      | Chiny            | 21:16,4 |
| 3.      | Japonia          | 21:34,4 |
| 4.      | Korea Południowa | 23:38,6 |

#### Bieg na 10 km (02.02.2011)
| Miejsce | Państwo          | Zawodnik            | Czas      |
| ------- | ---------------- | ------------------- | --------- |
| 1.      | Korea Południowa | Lee Chae-won        | 36:34,6   |
| 2.      | Japonia          | Masako Ishida       | 37:15,8   |
| 3.      | Japonia          | Yuki Kobayashi      | 37:15,9   |
| 4.      | Chiny            | Li Hongxue          | 37:31,0   |
| 5.      | Kazachstan       | Jelena Kołomina     | 38:16,2   |
| 6.      | Kazachstan       | Swietłana Małachowa | 38:30,5   |
| 7.      | Chiny            | Li Xin              | 41:04,8   |
| 8.      | Korea Południowa | Lee Eun-kyung       | 45:47,0   |
| 9.      | Indie            | Bhumweshwari Thakur | 56:05,6   |
| 10.     | Indie            | Phuntsog Yangdon    | 1:06:01,1 |

#### Bieg na 5 km (03.02.2011)
| Miejsce | Państwo          | Zawodnik            | Czas    |
| ------- | ---------------- | ------------------- | ------- |
| 1.      | Japonia          | Masako Ishida       | 16:10,3 |
| 2.      | Japonia          | Madoka Natsumi      | 16:48,6 |
| 3.      | Chiny            | Li Hongxue          | 17:12,1 |
| 4.      | Kazachstan       | Jelena Kołomina     | 17:17,0 |
| 5.      | Kazachstan       | Swietłana Małachowa | 17:24,1 |
| 6.      | Chiny            | Man Dandan          | 18:00,3 |
| 7.      | Korea Południowa | Nam Seul-gi         | 19:17,6 |
| 8.      | Korea Południowa | Han Da-som          | 21:01,0 |

#### Sztafeta 4x5 km (05.02.2011)
| Miejsce | Państwo          | Zawodnicy                                                            | Czas      |
| ------- | ---------------- | -------------------------------------------------------------------- | --------- |
| 1.      | Kazachstan       | Jelena Kołomina Oksana Jacka Anastasija Słonowa Swietłana Małachowa  | 1:01:45,1 |
| 2.      | Japonia          | Madoka Natsumi Masako Ishida Yuki Kobayashi Michiko Kashiwabara      | 1:02:38,1 |
| 3.      | Chiny            | Man Dandan Li Hongxue Li Xin Liu Yuanyuan                            | 1:05:34,8 |
| 4.      | Korea Południowa | Nam Seul-gi Lee Chae-won Han Da-som Lee Eun-kyung                    | 1:11:51,2 |
| 5.      | Indie            | Bhuwneshwari Thakur Mehjabeen Akhter Phutsong Yangdon Masooda Akhter | 1:53:11,0 |

#### Bieg na 15 km (06.02.2011)
| Miejsce | Państwo    | Zawodnik            | Czas    |
| ------- | ---------- | ------------------- | ------- |
| 1.      | Japonia    | Masako Ishida       | 45:45,3 |
| 2.      | Kazachstan | Jelena Kołomina     | 46:31,1 |
| 3.      | Kazachstan | Swietłana Małachowa | 46:33,5 |
| 4.      | Chiny      | Li Hongxue          | 46:51,5 |
| 5.      | Chiny      | Li Xin              | 49:39,3 |
| 6.      | Japonia    | Naoko Omori         | 51:32,3 |

## Klasyfikacja medalowa
| Klasyfikacja medalowa |                  |       |        |      |       |
| Lp.                   | Państwo          | złoto | srebro | brąz | razem |
| 1.                    | Kazachstan       | 6     | 5      | 4    | 15    |
| 2.                    | Japonia          | 5     | 6      | 4    | 15    |
| 3.                    | Korea Południowa | 1     | –      | 2    | 3     |
| 4.                    | Chiny            | –     | 1      | 2    | 3     |